# Piramide van de maan

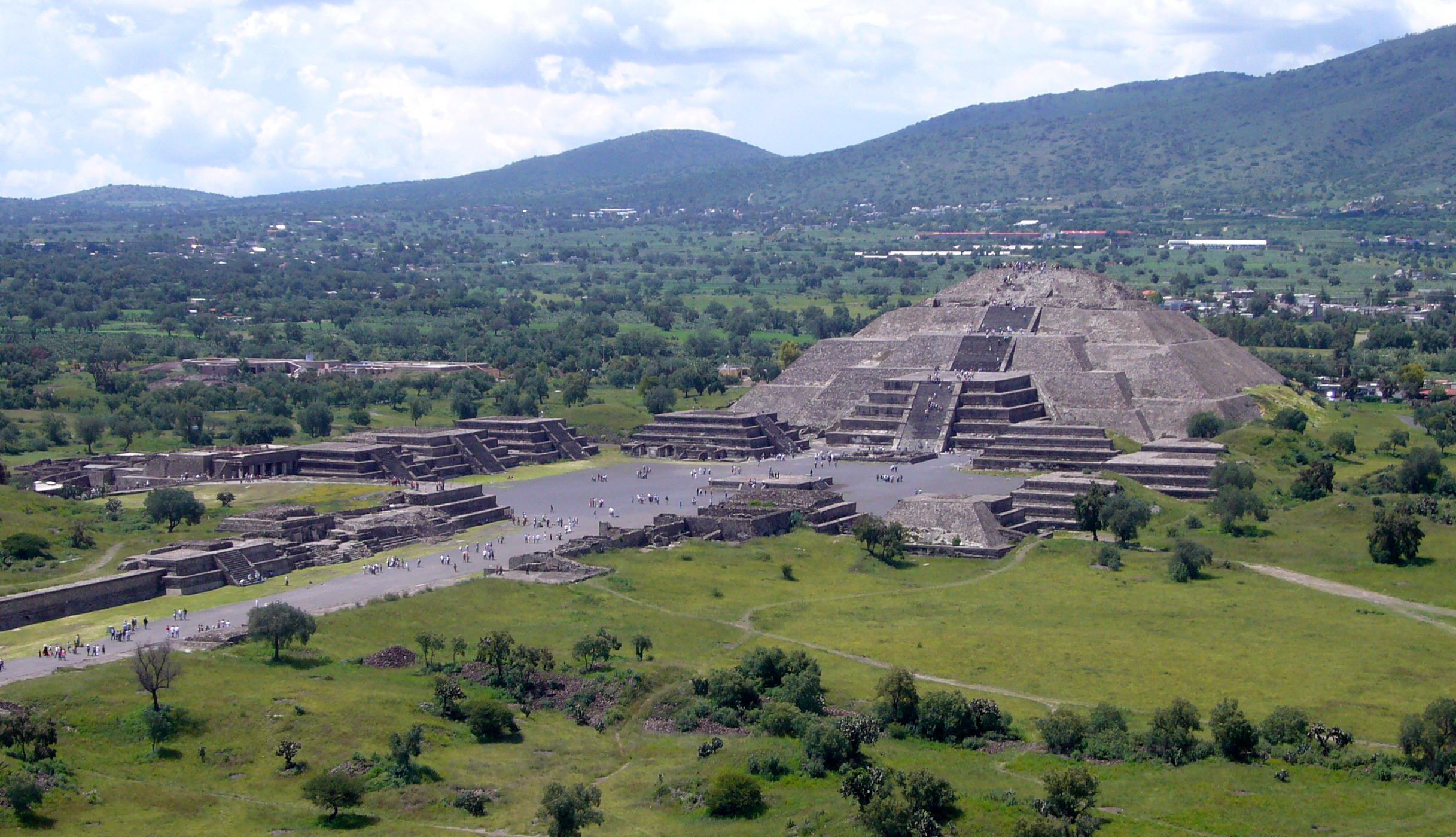
De Piramide van de maan, 2006

De Piramide van de maan is een gebouw in de historische stad Teotihuacán in Mexico. De piramide is zeventig meter hoog en daarmee de op een na hoogste van Teotihuacán en tevens een van de hoogste piramides in de wereld. Het gebouw bevindt zich bovenop een oudere constructie, die dateert van vóór het jaar 200. Daaronder bevinden zich nog vier oudere en steeds kleinere piramides.
De huidige vorm kreeg het gebouw tussen 200 en 250. De Piramide van de maan is opgetrokken uit drie miljoen ton steen en cement en met de bouw ervan kreeg het tempelcomplex een zekere symmetrie.